# Râul Iskăr

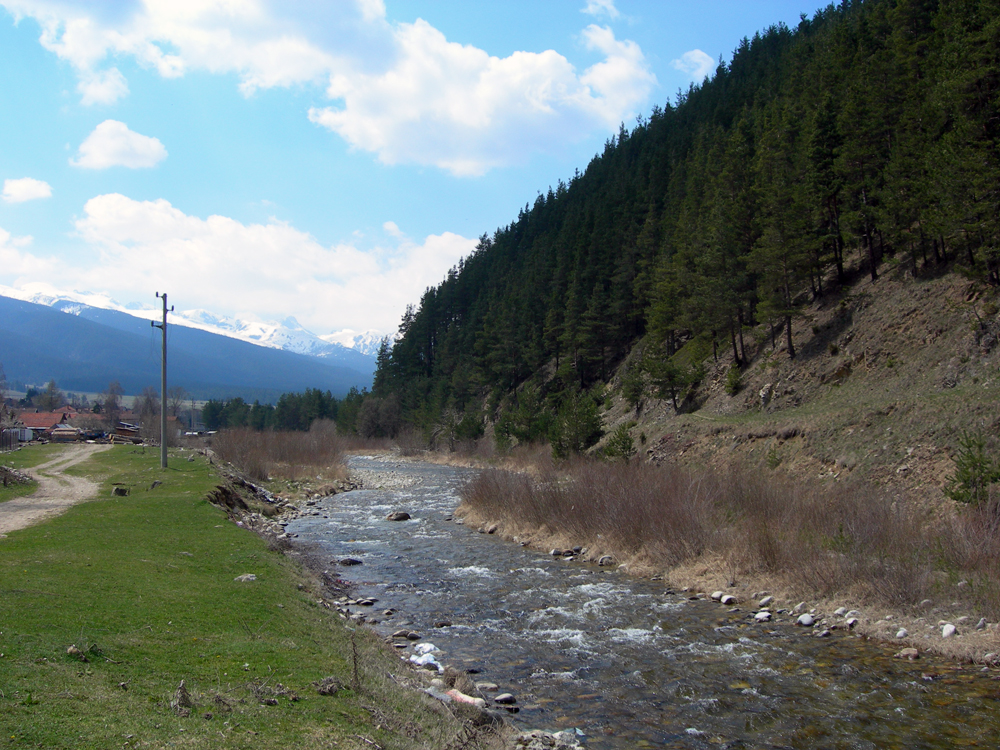
Afluentul Iskărul Negru la Govedarți

Iskăr (în bulgară Искър; în latină Oescus; în greaca veche: Οἶσκος) este un râu din Bulgaria, cu o lungime de 368 km, fiind astfel cel mai lung râu care curge în întregime pe teritoriul țării. Este afluent al Dunării. 
Iskărul se formează prin confluența a trei râuri, Iskărul Negru (Cerni), Iskărul Alb (Beli) și Iskărul Stâng (Levi), ape denumite împreună Iskrove. Punctul de izvorâre al râului este considerat a fi confluența Iskărului Drept (Prav Iskăr), cu Iskărul Negru. După ce coboară pe versantul nordic al Munților Rila, se varsă în lacul de acumulare Iskăr—cel mai mare lac de acumulare din Bulgaria, și în lacul Pancearevo. Râul curge pe lângă Sofia și formează un defileu stâncos în Munții Balcani. Se varsă în Dunăre lângă satul Ghighen din regiunea Plevna. Iskărul este singurul râu care izvorăște din sudul Bulgariei și trece Balcanii, vărsându-se în Dunăre.

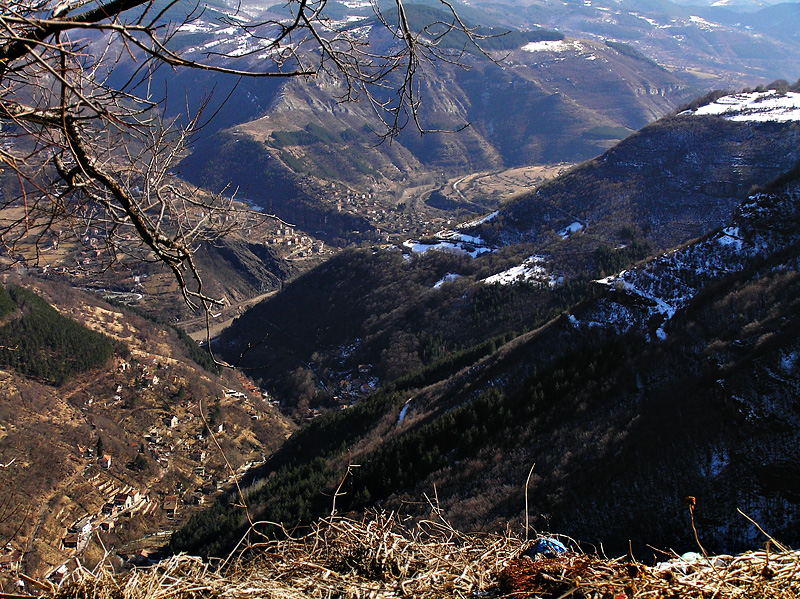
Defileul Iskărului în Munții Balcani

Iskărul traversează șase regiuni administrative ale Bulgariei: capitala Sofia, regiunea Sofia, regiunea Pernik, regiunea Vrața, regiunea Plevna și regiunea Loveci. Este principala sursă de apă pentru Sofiiskavoda, compania de apă și canal din Sofia.
Din punct de vedere geologic, Iskărul este cel mai vechi râu din Balcani și singurul care și-a conservat direcția inițială spre nord în ciuda modificărilor geologice semnificative din perioadele următoare.